# Drávaegyház
Drávaegyház (horvátul: Cirkovljan) falu Horvátországban, Muraköz megyében.  Közigazgatásilag Perlakhoz tartozik.

## Fekvése
Csáktornyától 17 km-re keletre, Perlaktól 2 km-re északkeletre fekszik.

## Története
A település története szorosan összefügg temploma történetével, mely a 14. században már állt és Perlak első plébániatemploma volt. A templomot 1334-ben a zágrábi püspökség oklevelében említik először, melyben felsorolják a Muraköz 11 plébániáját. A templom ezen ősi eredetét bizonyítják a rajta megtalálható gótikus részletek.
1546-ban I. Ferdinánd király adományából a Zrínyieké lett. Miután Zrínyi Pétert 1671-ben felségárulás vádjával halálra ítélték és kivégezték minden birtokát elkobozták, így a birtok a kincstáré lett.  1715-ben III. Károly a Muraközzel együtt gróf Csikulin Jánosnak adta zálogba, de a király 1719-ben szolgálatai jutalmául elajándékozta Althan Mihály János cseh nemesnek 1791-ben az uradalommal együtt gróf Festetics György vásárolta meg és ezután 132 évig a tolnai Festeticsek birtoka volt.
Vályi András szerint " CZIKOVLYÁN. vagy Czirkovlány. Horvat falu Szala Vármegyében, földes Ura Gróf Álthán Uraság, lakosai katolikusok. Határja középszerű."
Önkéntes tűzoltóegylete 1888-ban alakult. 1910-ben 1291, túlnyomórészt horvát lakosa volt. A trianoni békeszerződésig Zala vármegye Perlaki járásához tartozott. 1918-ban a Szerb–Horvát–Szlovén Királysághoz, majd  Jugoszláviához tartozott. 1941 és 1945 között visszakerült Magyarországhoz. 1990-ben a független Horvátország része lett.. 2001-ben lakosainak száma 819 volt.

## Nevezetességei
Szent Lőrinc tiszteletére szentelt római katolikus temploma a 14. században épült gótikus stílusban, 1334-ben már említik. A perlaki plébánia első plébániatemploma volt. 1784-ben barokk stílusban építették át. Egyhajós épület, kívültől sokszög alakú, belülről félköríves szentélyzáródással. Harangtornya, melyet a 19. század elején emeltek a nyugati homlokzat felett magasodik. Kapuzata felett az átépítés éve az 1784-es évszám látható. Három oltárát 1839 körül készítette Pitch varasdi mester. A szentélyt az illuzionista Klupar (1844), a templomhajót Jakob Brollo (1869) festette ki.

## Külső hivatkozások
- Perlak város hivatalos oldala
- Drávaegyház Kotor község honlapján
- Horvátország kulturális emlékei